# Буквальные истории
«Буквальные истории» — российский рисованный мультсериал, созданный в 2012—2014 годах в Школе-студии «ШАР» по мотивам книги Евгения Клюева «Когда А была Арбалетом». Художественный руководитель и режиссёр многих серий — Лиза Скворцова. Продюсер — Любовь Гайдукова. Звукорежиссёр — Софья Трифонова. Транслируется на телеканале «Карусель» с 2012 года.

## Содержание
- Когда А была Арбалетом — реж. Лиза Скворцова
- Когда Б была Белкой — реж. Наталья Антипова
- Когда В была Верблюдом — реж. Анна Бергманн
- Когда Г была Грабителем — реж. Георгий Гитис
- Когда Д была Домиком — реж. Анна Бергманн
- Когда Е была Елью — реж. Лиза Скворцова
- Когда Ё была Ёжиком — реж. Лиза Скворцова
- Когда Ж была Жуком — реж. Анна Карыкова
- Когда З была Завитушкой — реж. Вероника Фёдорова
- Когда И была Иголкой — реж. Лиза Скворцова
- Когда Й была Йодом — реж. Лиза Скворцова
- Когда К была Колокольчиком — реж. Лиза Скворцова
- Когда Л была Лирой — реж. Лиза Скворцова
- Когда М была Мостом — реж. Анна Бергманн
- Когда Н была Насестом — реж. Лиза Скворцова
- Когда О была Обжорой — реж. Лиза Скворцова
- Когда П была Постаментом — реж. Вероника Фёдорова
- Когда Р была Рапирой — реж. Анна Бергманн
- Когда С была Стрючком — реж. Лиза Скворцова
- Когда Т была Танцовщицей — реж. Лиза Скворцова
- Когда У была Улиткой — реж. Лиза Скворцова
- Когда Ф была Франтом — реж. Анна Романова
- Когда Х была Хлопушкой — реж. Наталья Хаткевич
- Когда Ц была Царевной — реж. Света Матросова
- Когда Ч была Черпаком — реж. Анна Бергманн
- Когда Ш была Шарабаном — реж. Анна Бергманн
- Когда Щ была Щёткой — реж. Анна Бергманн
- Когда Ъ был… — реж. Лиза Скворцова
- Когда Ы была Прынцессой — реж. Лиза Скворцова
- Когда Ь был… — реж. Георгий Гитис
- Когда Э была Эллипсом — реж. Анна Бергманн
- Когда Ю была Юлой — реж. Лиза Скворцова
- Когда Я была Якорем — реж. Лиза Скворцова

## Награды
- 2013 Открытый российский фестиваль анимационного кино в Суздале: диплом жюри «За раскрытие коммерческого потенциала следующих 31 буквы алфавита» — серии «Когда Е была елью», реж. Е. Скворцова; «Когда З была завитушкой», реж. В. Федорова.[1]
- 2015 Национальная анимационная премия «Икар» — сериал «Буквальные истории» (Школа-студия «ШАР»).[2]